# نام فرانسه
نام فرانسه (انگلیسی: Name of France) در ابتدا به کل امپراتوری فرانک‌ها، از جنوب فرانسه تا شرق آلمان نامیده می‌شد. فرانسه امروزی هنوز در آلمانی فرانکریش و در برخی دیگر از زبانهای آلمانی (مانند فرانکریک در هلندی) نام‌های مشابهی دارد، که به معنی «فرانک رایش»، قلمرو فرانک‌ها است.

## ریشهٔ‌شناسی
این سرزمین قبل از نامگذاری فرانسه ، گال (لاتین: Gallia ؛ فرانسوی: Gaule) نامیده می شد. این نام حتی پس از آغاز سلطنت پادشاهان فرانک‌ها، کلوویس اول، چارلز مارتل، پپن کوتاه و شارلمانی همچنان مورد استفاده قرار گرفت. در حقیقت، تا زمانی که نخبگان فرهنگی اروپا عمدتاً از لاتین استفاده می کردند، نام گالیا در کنار نام فرانسه همچنان استفاده می شد. در کاربرد انگلیسی، کلمات Gaulish و Gaulish مترادف با لاتین Gallia ، Gallus و Gallicus استفاده می شوند. با این حال، شباهت نام‌ها احتمالاً تصادفی است. کلمات انگلیسی از فرانسوی Gaule و Gaulois وام گرفته شده است، که به نظر می رسد خود از والها- آلمانی وام گرفته شده است ، کلمه معمول برای مردم غیر ژرمن زبان (سلتیک زبان و لاتین زبان بی تفاوت) بوده است.

واژه فرانسه (France) برگرفته شده از واژه لاتین Francia به معنای کشور فرانک‌ها است. البته دربارهٔ ریشهٔ واژه فرانک نیز دیدگاه‌های گوناگونی وجود دارد. یکی از این نگرش‌ها اشاره به این دارد که واژهٔ فرانک از کلمهٔ frankon برگرفته شده‌است. نگرهٔ دیگری نیز به این موضوع اشاره می‌کند که فرانک در زبان باستانی ژرمنی به معنای آزاد است.
بر پایه گفته‌های یک تاریخ‌شناس اهل جمهوری چک، نام فرانسه برگرفته شده از Franci (یا Francio) یکی از پادشاهان کهن ژرمن است که قلمرواش تا استراسبورگ و بلژیک گسترش یافته بود. ژولیوس سزار نیز از نام Francio برای نام بردن از این سرزمین در یادداشت‌های خود استفاده می‌کرده‌است.